# VMFA-121

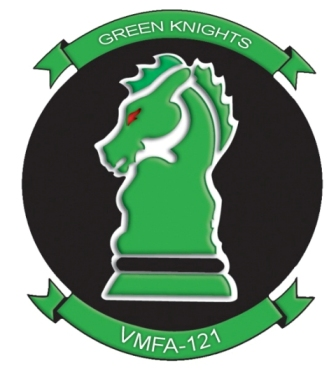
VMFA-121 휘장

VMFA-121(Marine Fighter Attack Squadron 121)은 미국 해병대의 공격 전대로, '그린 나이츠'라고도 알려져있다. F-35 라이트닝 II(F-35B Lightning II)를 운영하는 미국 해병대 항공기 대대이다. 비행 중대는 일본 이와쿠니 해병대 공군 기지에 기반을 두고 있으며, 해병 항공기 그룹 12(Marine Aircraft Group 12, MAG-12)와 제1해병 항공기 날개(1st Marine Aircraft Wing)의 지휘하에 있다.

## 같이 보기
- 미국 해병대의 운용 중인 비행대대 목록
- 미국 해병 항공대